# Juz’ de Manqūr
El juz de Manqur (en àrab, منكور) fou el districte territorial d'època andalusina més extens de l'illa de Mallorca. A la Remembrança, es troba dividit en cinc partides diferents: Caçor (aproximadament l'actual Porreres), Falinis (Felanitx), Canpos (Campos), Adia (Santanyí i ses Salines) i Manacor (Manacor i Sant Llorenç des Cardassar). El districte adoptà el nom del grup clànic o tribal establert al territori: els Manqur, segurament d'origen amazic i que també havien creat dos assentaments al nord de l'illa: l'alqueria i el rafal Manchor (actual Mancor de la Vall).

## Alqueries i rafals
Les alqueries i els rafals foren les explotacions agrícoles dels grups clànics que sorgiren a conseqüència del repoblament andalusí, la majoria pagesos d'origen àrab o amazic. Consistien en petites agrupacions de cases amb els seus corrals, hortets i camps. A la partida de Felanis es troben documentades fins a 62 alqueries, i a la de Manacor, 172. Alguns exemples són Beni Alper (Son Macià), Atafal (sa Tafal), Almafçala (sa Coma), Albaraber (Sant Llorenç des Cardassar) i Cariat Açoch (Manacor). Es trobaven situades a poca distància de cursos d'aigua, fonts, pous i, de vegades, sínies.

## Camins
La majoria de camins principals de la part de Manacor han conservat el seu recorregut andalusí, exceptuant els casos d'aixemplament i d'asfalt. Aquests es documenten ja al segle XIII, poc després de la conquesta, i són descrits com camí que va a l'alqueria… Es tracten d'onze camins radials que conflueixen a l'alqueria Cariat Açoch (Manacor) i, de manera secundària, també formaven un nus a l'alqueria Borabe (Sant Llorenç des Cardassar):
- Camí de Santa Cirga o camí del port de Manacor
- Camí del sud, de les alqueries de Xibela i Cabana (carretera de Cales)
- Camí de Llodrà i de Felanitx
- Camí de Porreres
- Camí de Ciutat
- Camí que va als molins de la Vall de la Nou i Rotana
- Camí de sa Tafal-Conies-sa Sínia
- Camí d'Artà
- Camí de Llucamar-Calicant
- Camí de Manacor a l'alqueria de Banyeres (Son Servera)

## Cariat Açoch

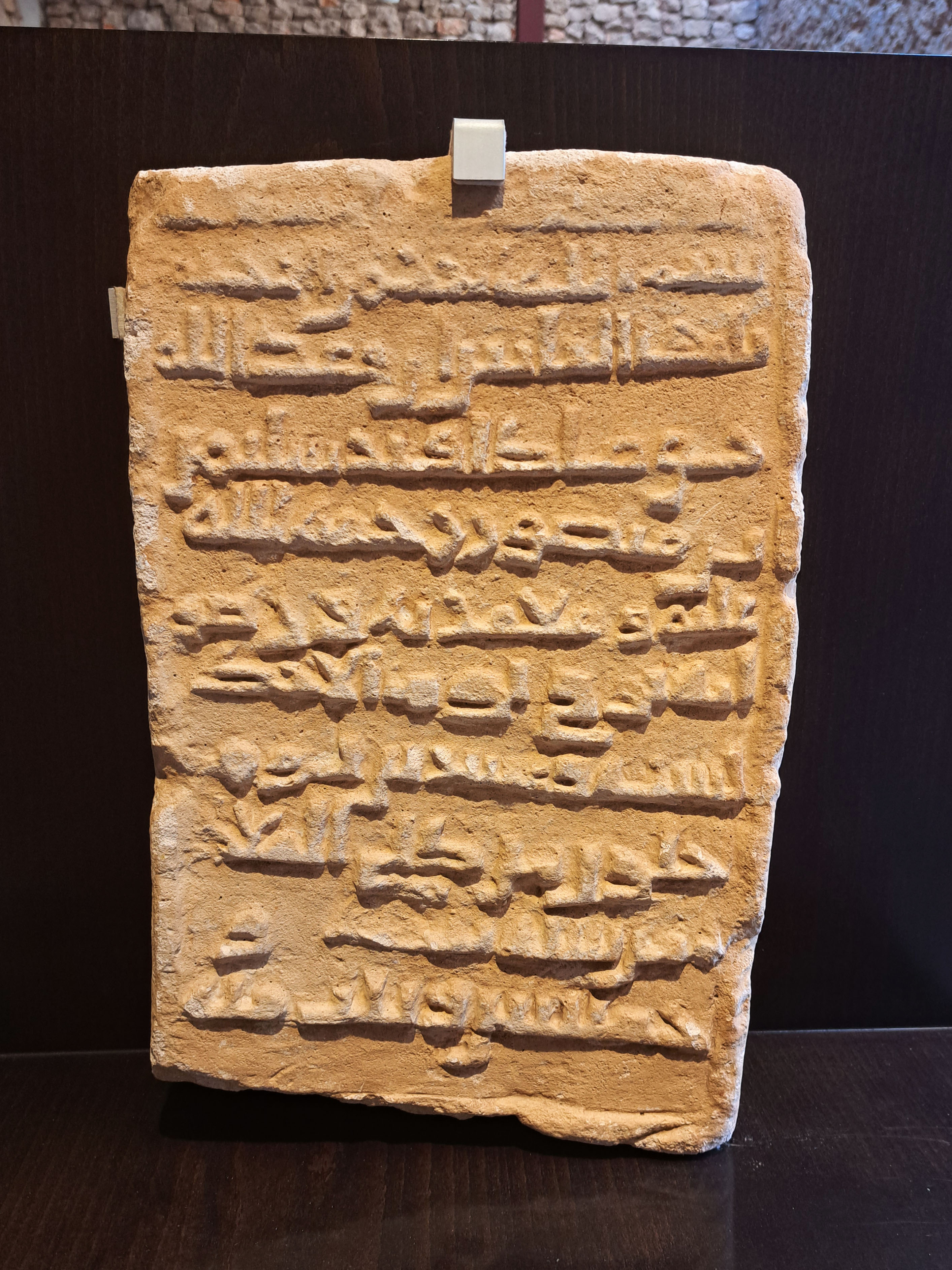
Làpida de Sulayman ibn Mansur, a la sala islàmica del Museu d'Història de Manacor

La Cariat Açoch ( قرية السوق qaria as-suq, 'alqueria del mercat', en àrab) fou l'epicentre històric de la posterior vila de Manacor. Es tractava de l'alqueria més extensa de tot el juz, amb una superfície de 40 jovades. Es trobava a la confluència d'onze camins principals organitzats de manera radial que connectaven els assentaments de la població rural. Aquesta alqueria, per tant, funcionava com un suq, un mercat andalusí possiblement de periodicitat setmanal. Era el lloc de convergència dels Manqur, centre d'intercanvi comercial, punt d'informació i de relacions socials.

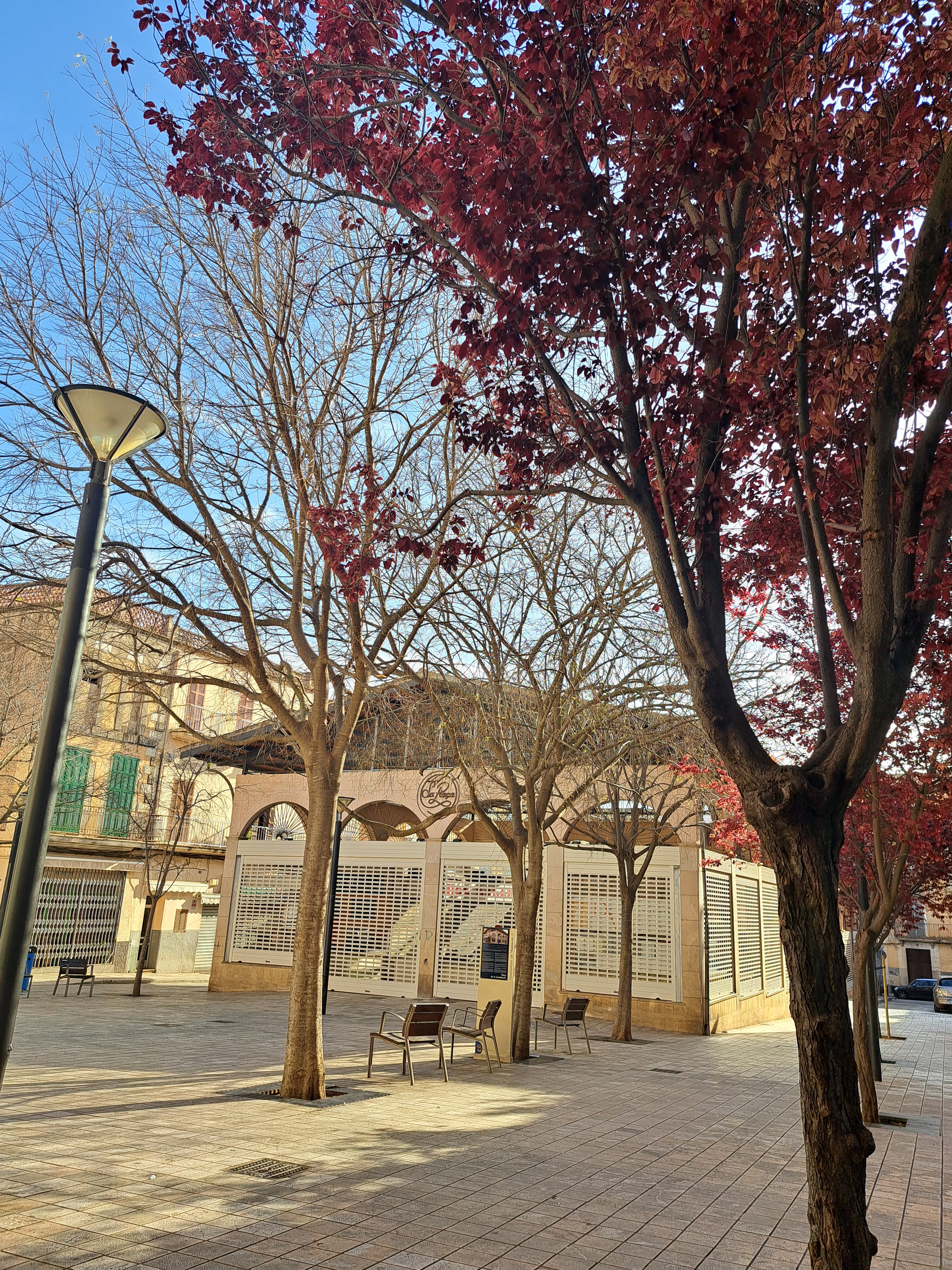
Plaça de ses Verdures, epicentre històric de l'alqueria Cariat Açoch

Consistia en una agrupació de cases amb un cert teixit urbà. Es documenten, per exemple, les cases d'Abenferrug i, com a mínim, l'existència d'una plaça i un carrer. Aquests correspondrien avui en dia a la plaça de ses Verdures i al carrer Jaume Domenge. La troballa de la làpida funerària d'en Sulayman ibn Mansur confirma l'assentament andalusí estable a mitjan segle X. Fou trobada en un mur de l'església de Nostra Senyora dels Dolors i indica una possible zona d'enterrament a qualque indret de l'alqueria. Tot i que alguns autors proposen l'existència d'una possible mesquita sota la parròquia, la falta de treballs arqueològics impossibilita confirmar-ho. Cinc pous negres excavats a roca mare amb material ceràmic a la plaça de ses Verdures també confirmen l'establiment andalusí als segles XII-XIII.
Els espais de conreu de la Cariat Açoch estaven situats al sud-est de l'alqueria, entre el torrent de sa Cabana i el camí de cala Manacor, una zona amb una ampla planura i humitat òptima pel cultiu de cereals. Degueren ser regats a partir de pous, del torrent o, també, d'alguna bassa. En època moderna, aquests terrenys foren anomenats l'hort de la Vila, des Correu, d'en Conilles i d'en Benet. Possiblement també hi hagué una zona de conreu andalusina a la zona nord, al camí de l'alqueria Atafal.